# Hôtel Splendide (Aix-les-Bains)
Pour les articles homonymes, voir Splendide.
L'hôtel Splendide d'Aix-les-Bains est un ancien palace-hôtel situé en France sur la commune d'Aix-les-Bains, dans le département de la Savoie en région Rhône-Alpes.
Il est aujourd'hui transformé en immeuble avec plusieurs appartements.

## Histoire
Le Splendide Hôtel fait partie du complexe Royal-Splendide-Excelsior, emblématique de la ville d'Aix-les-Bains. Les travaux sE déroulent de 1881 à 1883, selon les plans établis par Antoine Gouy. Des aménagements ont été réalisés en 1906 par l'architecte Olivet.  Il abrite des fresques de Clermont et Brosset. L'édifice fait l’objet d'un classement partiel (escaliers, cages d'ascenseurs, rampe en fer forgé) et d'une inscription partielle (façades et toitures) au titre des monuments historiques depuis 1987.